# Quest for Glory V: Dragon Fire
Quest for Glory V: Dragon Fire es el quinto y último juego de la serie de juegos de computadora Quest for Glory de Sierra FX, una antigua «submarca» de Sierra On-Line. A diferencia de los primeros cuatro juegos, Dragon Fire es principalmente un juego de rol de acción con algunos elementos de aventura gráfica.

## Jugabilidad
Dragon Fire conserva su interfaz gráfica point and click e introduce un nuevo sistema de combate. Las entregas anteriores habían trasladado los encuentros de combate a una pantalla de combate separada y aislada, pero la interfaz de Quest for Glory V permite que estas batallas se desarrollen en el mismo entorno que el resto del juego.
Quest for Glory V ofrece más variedad en forma de caminos de historia, misiones secundarias y rompecabezas que sus predecesores.

## Trama
El mago Erasmus presenta al personaje del jugador, el Héroe, al reino de Silmaria, similar a Grecia, cuyo rey fue asesinado recientemente. Por lo tanto, los tradicionales Ritos de Gobernación están a punto de comenzar, y el vencedor será coronado rey. El Héroe entra en el concurso con la ayuda de Erasmus, Rakeesh y muchos viejos amigos de entregas anteriores de la serie. El Héroe compite contra competidores, incluido el guardia silmariano Kokeeno Pookameeso, el señor de la guerra Magnum Opus, el corpulento Gort y la guerrera Elsa Von Spielburg, que jugó un papel importante en el primer juego.
Cuando comienzan los Ritos, un asesino desconocido comienza a eliminar sistemáticamente a los concursantes. Cada concursante es asesinado con una daga envenenada, y todos son asesinados cerca de los Pilares del Dragón, los objetos utilizados para mantener encerrado al Dragón de Silmaria. Después de completar el segundo Rito, derrotando al General de los Mercenarios, Rakeesh es atacado por el asesino y, dependiendo del curso de acción elegido por el jugador, vive o muere. La conspiración finalmente se desentraña y el Dragón, habiendo sido liberado debido a la destrucción de los Pilares del Dragón, es derrotado.
Los personajes Katrina y Erana regresan en esta entrega, como ayuda para derrotar al Dragón.
Esta entrega también marca el regreso de Bruno, un personaje del primer juego Quest for Glory. Se revela que es el asesino que ha estado aterrorizando las calles de Silmaria, caracterizado como un personaje tranquilo y sombrío hasta que se revela al jugador.

## Desarrollo
Los primeros cuatro juegos tenían la intención de indicar los cuatro elementos y las cuatro direcciones del viento: en el primer juego, el jugador es el Héroe del Este, en el segundo, el héroe del Norte, etc. Dragon Fire siempre estuvo planeado para ser parte de la serie (mientras que Wages of War originalmente no lo era), pero no se habría producido si no fuera por el entusiasmo de los fanáticos y sus súplicas a Sierra On-Line.
El juego originalmente tenía un motor de vóxeles, que luego se cambió a un motor 3D debido a las limitaciones del hardware. Según Corey Cole, Lori Cole fue predominantemente responsable del diseño del juego, ya que estaba preocupado por la programación del juego.
Debido a problemas de fecha límite y presiones financieras, se eliminaron varias características del quinto juego antes del lanzamiento, como la capacidad de usar un arco, la capacidad de jugar como Elsa von Spielburg o Magnum Opus (dos personajes no jugadores destacados del juego) y la capacidad multijugador. Una demo lanzada a fines de 1997 contenía un juego multijugador, pero Sierra decidió eliminarlo del producto final. Yosemite Entertainment, el equipo de desarrollo responsable del juego, cerró el 22 de febrero de 1999.
Podría decirse que el quinto juego es de un género diferente de los primeros cuatro; mientras que los primeros cuatro son principalmente juegos de aventuras que incorporan elementos de juego de rol, el quinto juego es un juego de rol que incorpora algunos elementos de aventura. Por ejemplo, el quinto juego tiene una amplia variedad de armas, armaduras y elementos mágicos, mientras que los primeros cuatro no. Además, en el quinto juego casi todas las misiones principales consisten en ir a algún lugar y derrotar a algún monstruo en un combate físico o mágico. Además, los controles y el sistema de batalla son sustancialmente diferentes de aquellos de los primeros cuatro juegos y también diferentes del combate de desplazamiento lateral, similar al de un juego de lucha, del cuarto.
El quinto juego también se diferencia de los primeros cuatro con un nuevo motor gráfico programado por Eric Lengyel y una banda sonora del compositor ganador de un Emmy, Chance Thomas, que fue lanzada en CD. Algunas pistas estuvieron disponibles para su descarga gratuita desde MP3.com.

### Compatibilidad
Hay un parche oficial para el juego en sí que soluciona varios problemas. Para ejecutar este juego en Windows XP, el modo de compatibilidad se puede configurar en Windows 98 o se puede aplicar un parche creado por un fan.
Hay un instalador oficial llamado «New Quest for Glory V installer». Este instalador permite jugar al juego sin un disco y en versiones modernas de Windows.

### Relanzamiento
The Quest for Glory I–V Collection, publicada por Activision a través de GOG.com, incluye todos los juegos, incluido QFG5, parcheados para funcionar en computadoras modernas con Vista y Windows 7.

## Recepción
La banda sonora de Chance Thomas se lanzó junto con una demostración antes del lanzamiento de Dragon Fire. Este producto vendió 50.000 copias y recaudó 500.000 dólares por sí solo.
El juego recibió reacciones mixtas de parte de los jugadores, aunque «los críticos tendían a ser amables con el juego». Next Generation lo resumió como «una excelente contribución al género que es accesible tanto para jugadores novatos como expertos». Joshua Darien Maciel de RPGamer puntuó al juego con 9 de 10 puntos considerándolo una combinación pulida y perfecta de combate y jugabilidad.
Dragon Fire fue nominado al premio «Juego de aventuras del año» de CNET Gamecenter en 1998, que finalmente fue para Grim Fandango. Los editores escribieron: «Lo que Dragon Fire hace realmente bien es darle a los jugadores de aventuras tradicionales un lugar al que llamar hogar».

### Retrospectiva
Adam Rosenberg de G4TV considera a Quest for Glory V: Dragon Fire como la mejor entrega de la serie. Griffin McElroy de Polygon caracterizó positivamente al juego como un «fan service» para los fanes de sus predecesores. Rowan Kaizer de Engadget considera que esta entrega es la peor de la serie, en gran parte debido a su uso de gráficos 3D primitivos. Richard Cobbet de PC Gamer considera que el juego es un «tropezón» debido a los gráficos 3D del juego y la jugabilidad de acción arcade.